# ProtiAlt

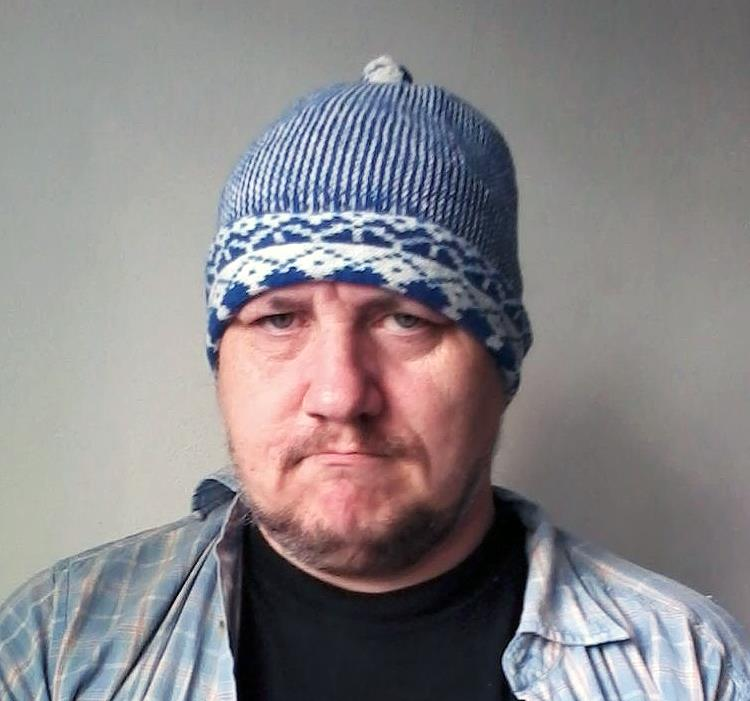
Předseda spolku Dušan Makovský

ProtiAlt je občanská iniciativa , která vznikla na jaře 2012 jako názorová opozice k levicovým iniciativám. ProtiAlt nepodporuje žádnou konkrétní politickou stranu či hnutí a funguje jako občanské sdružení.

## Filosofie
ProtiAlt si klade za své cíle ochraňovat společnosti před politickým extremismem a prosazovat principy individuálních práv, svobody a odpovědnosti jednotlivce. ProtiAlt neslouží pro podporu konkrétní vlády či politické strany a jeho členové jsou zastánci různých politických směrů – liberalismu, konservatismu, kosmopilitismu i vlastenectví.
Heslem ProtiAltu je „Svoboda nemá alternativu“. O tomto heslu se Tereza Stöckelová, mluvčí ProAlt, vyjádřila: „Svoboda je zásadní i pro mě, ale připadá mi důležité se zvláště v této době bavit i o jiných hodnotách.“ Levicový filosof Martin Škabraha, taktéž mluvčí levicové iniciativy ProAlt, se k tomuto heslu vyjádřil, že svoboda bez alternativy již není svobodou.

## Aktivity
ProtiAlt se ohradil proti tiskové zprávě sdružení ProAlt, ve které toto sdružení schvalovalo neverbální útoky na ministra Kalouska. Sdružení ProAlt bylo ProtiAltem vyzváno, aby přijalo zodpovědnost za údajnou manipulaci a příště vybídlo protestující ke slušnému chování.
Na výročí 65 let od nástupu komunistů k moci se členové iniciativy ProtiAlt účastnili demonstrace proti komunismu.
Srazu KSČM v Praze na Svátek práce v květnu 2013 se iniciativa ProtiAlt účastnila coby názorová opozice. Účastníci srazu neměli pro opozičníky pochopení. „Jakej váš svobodnej názor? Co to tady melete? Do držky byste měli dostat, za ten váš svobodnej názor,“ řekl jeden z nich na adresu ProtiAltu a dalších antikomunistických iniciativ.
V únoru 2014 podává jménem sdružení ProtiAlt jeho předseda Dušan Makovský trestní oznámení na komunistickou funkcionářku a poslankyni za KSČM Martu Semelovou, která dle jeho slov údajným zpochybňováním zločinů komunistického režimu porušila zákon.